# HD 28700
HD 28700 är en ensam stjärna i den södra delen av stjärnbilden Gravstickeln. Den har en skenbar magnitud av ca 6,12 och är mycket svagt synlig för blotta ögat där ljusföroreningar ej förekommer. Baserat på parallax enligt Gaia Data Release 2 på ca 8,5 mas, beräknas den befinna sig på ett avstånd på ca 385 ljusår (ca 118 parsek) från solen. Den rör sig bort från solen med en heliocentrisk radialhastighet på ca 11,5 km/s.

## Egenskaper
HD 28700 är en orange till gul jättestjärna av spektralklass K1 III. Den har en massa som är ca 2,5 solmassor, en radie som är ca 10 solradier och har ca 55 gånger solens utstrålning av energi från dess fotosfär vid en effektiv temperatur av ca 4 900 K.